# Wereldkampioenschappen zwemmen 2007
Zwemmen was een van de onderdelen van de wereldkampioenschappen zwemsporten 2007. De wedstrijden vonden plaats van 25 maart t/m 1 april 2007.

## Programma
| datum                  | onderdeel |
| ---------------------- | --- |
| zondag 25 maart 2007   | 400m vrije slag mannen 400m vrije slag vrouwen 4 x 100m vrije slag mannen 4 x 100m vrije slag vrouwen                                     |
| maandag 26 maart 2007  | 50 meter vlinderslag mannen 100 meter schoolslag mannen 100 meter vlinderslag vrouwen 200 meter wisselslag vrouwen                        |
| dinsdag 27 maart 2007  | 1500 meter vrije slag vrouwen 100 meter rugslag vrouwen 100 meter rugslag mannen 100 meter schoolslag vrouwen 200 meter vrije slag mannen |
| woensdag 28 maart 2007 | 50 meter schoolslag mannen 200 meter vrije slag vrouwen 200 meter vlinderslag mannen 800 meter vrije slag mannen                          |

| datum                   | onderdeel |
| ----------------------- | --- |
| donderdag 29 maart 2007 | 50 meter rugslag vrouwen 100 meter vrije slag mannen 200 meter vlinderslag vrouwen 200 meter wisselslag mannen 4x200 meter vrije slag vrouwen                                                       |
| vrijdag 30 maart 2007   | 100 meter vrije slag vrouwen 200 meter rugslag mannen 200 meter schoolslag vrouwen 200 meter schoolslag mannen 4x200 meter vrije slag mannen                                                        |
| zaterdag 31 maart 2007  | 50 meter vlinderslag vrouwen 50 meter vrije slag mannen 200 meter rugslag vrouwen 100 meter vlinderslag mannen 800 meter vrije slag vrouwen 4x100 meter wisselslag vrouwen                          |
| zondag 1 april 2007     | 50 meter rugslag mannen 50 meter schoolslag vrouwen 400 meter wisselslag mannen 50 meter vrije slag vrouwen 1500 meter vrije slag mannen 400 meter wisselslag vrouwen 4x100 meter wisselslag mannen |

## Mannen

### 50 meter vrije slag
| rang   | zwemmer                   | land             | tijd  |
| ------ | ------------------------- | ---------------- | ----- |
| Goud   | Benjamin Wildman-Tobriner | Verenigde Staten | 21,88 |
| Zilver | Cullen Jones              | Verenigde Staten | 21,94 |
| Brons  | Stefan Nystrand           | Zweden           | 21,97 |
| 4      | Bartosz Kizierowski       | Polen            | 22,00 |
| 5      | Eamon Sullivan            | Australië        | 22,05 |
| 6      | César Cielo Filho         | Brazilië         | 22,12 |
| 7      | Roland Mark Schoeman      | Zuid-Afrika      | 22,16 |
| 8      | Brent Hayden              | Canada           | 22,28 |

### 100 meter vrije slag
| rang  | zwemmer                   | land             | tijd  |
| ----- | ------------------------- | ---------------- | ----- |
| Goud  | Filippo Magnini           | Italië           | 48,43 |
| Goud  | Brent Hayden              | Canada           | 48,43 |
| Brons | Eamon Sullivan            | Australië        | 48,47 |
| 4     | César Cielo Filho         | Brazilië         | 48,51 |
| 5     | Jason Lezak               | Verenigde Staten | 48,52 |
| 6     | Pieter van den Hoogenband | Nederland        | 48,63 |
| 7     | Roland Mark Schoeman      | Zuid-Afrika      | 48,72 |
| 8     | Ryk Neethling             | Zuid-Afrika      | 48,81 |

### 200 meter vrije slag
| rang   | zwemmer                   | land             | tijd         |
| ------ | ------------------------- | ---------------- | ------------ |
| Goud   | Michael Phelps            | Verenigde Staten | 1.43,86 (WR) |
| Zilver | Pieter van den Hoogenband | Nederland        | 1.46,28      |
| Brons  | Park Tae-Hwan             | Zuid-Korea       | 1.46,73      |
| 4      | Kenrick Monk              | Australië        | 1.47,12      |
| 5      | Massimiliano Rosolino     | Italië           | 1.47,18      |
| 6      | Zhang Lin                 | China            | 1.47,53      |
| 7      | Paul Biedermann           | Duitsland        | 1.48,09      |
| 8      | Nicola Cassio             | Italië           | 1.49,13      |

### 400 meter vrije slag
| rang   | zwemmer              | land             | tijd    |
| ------ | -------------------- | ---------------- | ------- |
| Goud   | Park Tae-Hwan        | Zuid-Korea       | 3.44,30 |
| Zilver | Grant Hackett        | Australië        | 3.45,43 |
| Brons  | Joeri Priloekov      | Rusland          | 3.45,47 |
| 4      | Peter Vanderkaay     | Verenigde Staten | 3.46,36 |
| 5      | Federico Colbertaldo | Italië           | 3.48,01 |
| 6      | Craig Stevens        | Australië        | 3.48,26 |
| 7      | Sergiy Fesenko       | Oekraïne         | 3.48,49 |
|        |                      |                  |         |
| 21     | Oussama Mellouli     | Tunesië          | 3.45,12 |

1De Tunesiër Oussama Mellouli eindigde op de tweede plaats maar werd later uit de uitslag verwijderd nadat hij werd betrapt op doping.

### 800 meter vrije slag
| rang   | zwemmer              | land      | tijd    |
| ------ | -------------------- | --------- | ------- |
| Goud   | Przemyslaw Stanczyk  | Polen     | 7.47,91 |
| Zilver | Craig Stevens        | Australië | 7.48,67 |
| Brons  | Federico Colbertaldo | Italië    | 7.49,98 |
| 4      | Sébastien Rouault    | Frankrijk | 7.52,04 |
| 5      | Sergiy Fesenko       | Oekraïne  | 7.53,43 |
| 6      | Grant Hackett        | Australië | 7.55,39 |
| 7      | Ryan Cochrane        | Canada    | 7.56,56 |
|        |                      |           |         |
| 1      | Oussama Mellouli     | Tunesië   | 7.46,95 |

1De Tunesiër Oussama Mellouli eindigde op de eerste plaats maar werd later uit de uitslag verwijderd nadat hij werd betrapt op doping.

### 1500 meter vrije slag
| rang   | zwemmer              | land                | tijd     |
| ------ | -------------------- | ------------------- | -------- |
| Goud   | Mateusz Sawrymowicz  | Polen               | 14.45,94 |
| Zilver | Joeri Priloekov      | Rusland             | 14.47,29 |
| Brons  | David Davies         | Verenigd Koninkrijk | 14.51,21 |
| 4      | Larsen Jensen        | Verenigde Staten    | 14.52,98 |
| 5      | Federico Colbertaldo | Italië              | 14.56,22 |
| 6      | Craig Stevens        | Australië           | 14.59,11 |
| 7      | Grant Hackett        | Australië           | 14.59,59 |
| 8      | Erik Vendt           | Verenigde Staten    | 15.07,76 |

### 4 x 100 meter vrije slag
| rang   | zwemmers                                                                 | land             | tijd    |
| ------ | ------------------------------------------------------------------------ | ---------------- | ------- |
| Goud   | Michael Phelps Neil Walker Cullen Jones Jason Lezak                      | Verenigde Staten | 3.12,72 |
| Zilver | Massimiliano Rosolino Alessandro Calvi Christian Galenda Filippo Magnini | Italië           | 3.14,04 |
| Brons  | Fabien Gilot Frédérick Bousquet Julien Sicot Alain Bernard               | Frankrijk        | 3.14,68 |
| 4      | Ryk Neethling Lyndon Ferns Gerhard Zandberg Roland Mark Schoeman         | Zuid-Afrika      | 3.14,77 |
| 5      | Eamon Sullivan Ashley Callus Andrew Lauterstein Kenrick Monk             | Australië        | 3.15,89 |
| 6      | Petter Styme Stefan Nystrand Lars Frölander Christoffer Wikstrom         | Zweden           | 3.16,09 |
| 7      | Brent Hayden Matthew Rose Richard Say Joel Greenshields                  | Canada           | 3.16,91 |
| 8      | César Cielo Filho Nicolas Oliveira Rodrigo Castro Thiago Pereira         | Brazilië         | 3.17,03 |

### 4 x 200 meter vrije slag
| rang   | zwemmers                                                              | land                | tijd         |
| ------ | --------------------------------------------------------------------- | ------------------- | ------------ |
| Goud   | Michael Phelps Ryan Lochte Klete Keller Peter Vanderkaay              | Verenigde Staten    | 7.03,24 (WR) |
| Zilver | Patrick Murphy Andrew Mewing Grant Brits Kenrick Monk                 | Australië           | 7.10,05      |
| Brons  | Brian Johns Brent Hayden Richard Say Andrew Hurd                      | Canada              | 7.10,70      |
| 4      | David Carry Robert Renwick Simon Burnett Ross Davenport               | Verenigd Koninkrijk | 7.11,28      |
| 5      | Filippo Magnini Andrea Busato Nicola Cassio Massimiliano Rosolino     | Italië              | 7.12,31      |
| 6      | Jevgeni Lagoenov Andrej Kapralov Nikita Lobintsev Sergej Peroenin     | Rusland             | 7.14,86      |
| 7      | Takeshi Matsuda Yuji Sakurai Takamitsu Kojima Daisuke Hosokawa        | Japan               | 7.17,46      |
| 7      | Paweł Korzeniowski Michal Rokicki Lukasz Giminski Przemyslaw Stanczyk | Polen               | 7.17,46      |

### 50 meter vlinderslag
| rang   | zwemmer              | land             | tijd  |
| ------ | -------------------- | ---------------- | ----- |
| Goud   | Roland Mark Schoeman | Zuid-Afrika      | 23,18 |
| Zilver | Ian Crocker          | Verenigde Staten | 23,47 |
| Brons  | Jakob Andkjær        | Denemarken       | 23,56 |
| 4      | Albert Subirats      | Venezuela        | 23,57 |
| 5      | Sergiy Breus         | Oekraïne         | 23,61 |
| 6      | Milorad Čavić        | Servië           | 23,70 |
| 7      | Lars Frölander       | Zweden           | 23,86 |
| 8      | Peter Mankoč         | Slovenië         | 24,14 |

### 100 meter vlinderslag
| rang   | zwemmer           | land             | tijd  |
| ------ | ----------------- | ---------------- | ----- |
| Goud   | Michael Phelps    | Verenigde Staten | 50,77 |
| Zilver | Ian Crocker       | Verenigde Staten | 50,82 |
| Brons  | Albert Subirats   | Venezuela        | 51,92 |
| 4      | Lyndon Ferns      | Zuid-Afrika      | 52,03 |
| 5      | Andrij Serdinov   | Oekraïne         | 52,23 |
| 6      | Milorad Čavić     | Servië           | 52,53 |
| 7      | Nikolaj Skvortsov | Rusland          | 52,54 |
| 8      | Jason Dunford     | Kenia            | 52,70 |

### 200 meter vlinderslag
| rang   | zwemmer            | land             | tijd         |
| ------ | ------------------ | ---------------- | ------------ |
| Goud   | Michael Phelps     | Verenigde Staten | 1.52,09 (WR) |
| Zilver | Wu Peng            | China            | 1.55,13      |
| Brons  | Nikolaj Skvortsov  | Rusland          | 1.55,22      |
| 4      | Moss Burmester     | Nieuw-Zeeland    | 1.55,35      |
| 5      | Ryuichi Shibata    | Japan            | 1.55,81      |
| 6      | Paweł Korzeniowski | Polen            | 1.55,87      |
| 7      | Ioannis Drymonakos | Griekenland      | 1.56,48      |
| 8      | Chen Yin           | China            | 1.58,15      |

### 50 meter rugslag
| rang   | zwemmer                | land                | tijd  |
| ------ | ---------------------- | ------------------- | ----- |
| Goud   | Gerhard Zandberg       | Zuid-Afrika         | 24,98 |
| Zilver | Thomas Rupprath        | Duitsland           | 25,20 |
| Brons  | Liam Tancock           | Verenigd Koninkrijk | 25,23 |
| 4      | Steffen Driesen        | Duitsland           | 25,29 |
| 5      | Matthew Clay           | Verenigd Koninkrijk | 25,32 |
| 6      | Aristeidis Grigoriadis | Griekenland         | 25,52 |
| 7      | Junya Koga             | Japan               | 25,56 |
| 8      | Matt Welsh             | Australië           | 25,61 |

### 100 meter rugslag
| rang   | zwemmer           | land                | tijd       |
| ------ | ----------------- | ------------------- | ---------- |
| Goud   | Aaron Peirsol     | Verenigde Staten    | 52,98 (WR) |
| Zilver | Ryan Lochte       | Verenigde Staten    | 53,50      |
| Brons  | Liam Tancock      | Verenigd Koninkrijk | 53,61      |
| 4      | Arkadi Vjatsjanin | Rusland             | 53,69      |
| 5      | Markus Rogan      | Oostenrijk          | 53,78      |
| 6      | Gerhard Zandberg  | Zuid-Afrika         | 54,59      |
| 7      | Matt Welsh        | Australië           | 54,65      |
| 8      | Tomomi Morita     | Japan               | 55,05      |

### 200 meter rugslag
| rang   | zwemmer           | land                | tijd         |
| ------ | ----------------- | ------------------- | ------------ |
| Goud   | Ryan Lochte       | Verenigde Staten    | 1.54,32 (WR) |
| Zilver | Aaron Peirsol     | Verenigde Staten    | 1.54,80      |
| Brons  | Markus Rogan      | Oostenrijk          | 1.56,02      |
| 4      | Arkadi Vjatsjanin | Rusland             | 1.57,14      |
| 5      | Răzvan Florea     | Roemenië            | 1.57,31      |
| 6      | James Goddard     | Verenigd Koninkrijk | 1.58,88      |
| 7      | Tomomi Morita     | Japan               | 1.59,14      |
| 8      | Gregor Tait       | Verenigd Koninkrijk | 1.59,41      |

### 50 meter schoolslag
| rang   | zwemmer               | land             | tijd  |
| ------ | --------------------- | ---------------- | ----- |
| Goud   | Oleg Lisogor          | Oekraïne         | 27,66 |
| Zilver | Brendan Hansen        | Verenigde Staten | 27,69 |
| Brons  | Cameron van der Burgh | Zuid-Afrika      | 27,88 |
| 4      | Alessandro Terrin     | Italië           | 28,09 |
| 5      | Kosuke Kitajima       | Japan            | 28,10 |
| 6      | Michael Malul         | Israël           | 28,19 |
| 7      | Brenton Rickard       | Australië        | 28,24 |
| 8      | Valeriy Dymo          | Oekraïne         | 28,27 |

### 100 meter schoolslag
| rang   | zwemmer            | land             | tijd    |
| ------ | ------------------ | ---------------- | ------- |
| Goud   | Brendan Hansen     | Verenigde Staten | 59,80   |
| Zilver | Kosuke Kitajima    | Japan            | 59,96   |
| Brons  | Brenton Rickard    | Australië        | 1.00,58 |
| 4      | Valeriy Dymo       | Oekraïne         | 1.00,60 |
| 5      | Oleg Lisogor       | Oekraïne         | 1.00,83 |
| 6      | Mihail Alexandrov  | Bulgarije        | 1.01,17 |
| 7      | Dmitri Komornikov  | Rusland          | 1.01,24 |
| 8      | Alexander Dale Oen | Noorwegen        | 1.01,67 |

### 200 meter schoolslag
| rang   | zwemmer         | land             | tijd    |
| ------ | --------------- | ---------------- | ------- |
| Goud   | Kosuke Kitajima | Japan            | 2.09,80 |
| Zilver | Brenton Rickard | Australië        | 2.10,99 |
| Brons  | Loris Facci     | Italië           | 2.11,03 |
| 4      | Paolo Bossini   | Italië           | 2.11,38 |
| 5      | Eric Shanteau   | Verenigde Staten | 2.11,50 |
| 6      | Dániel Gyurta   | Hongarije        | 2.11,62 |
| 7      | Michael Brown   | Canada           | 2.12,01 |
| 8      | Grigory Falko   | Rusland          | 2.12,16 |

### 200 meter wisselslag
| rang   | zwemmer             | land             | tijd         |
| ------ | ------------------- | ---------------- | ------------ |
| Goud   | Michael Phelps      | Verenigde Staten | 1.54,98 (WR) |
| Zilver | Ryan Lochte         | Verenigde Staten | 1.56,19      |
| Brons  | László Cseh         | Hongarije        | 1.56,92 (ER) |
| 4      | Thiago Pereira      | Brazilië         | 1.58,98      |
| 5      | Brian Johns         | Canada           | 1.59,46      |
| 6      | Tamas Kerekjarto    | Hongarije        | 1.59,57      |
| 7      | Vytautas Janusaitis | Litouwen         | 1.59,84      |
| 8      | Dean Kent           | Nieuw-Zeeland    | 2.00,73      |

### 400 meter wisselslag
| rang   | zwemmer            | land             | tijd         |
| ------ | ------------------ | ---------------- | ------------ |
| Goud   | Michael Phelps     | Verenigde Staten | 4.06,22 (WR) |
| Zilver | Ryan Lochte        | Verenigde Staten | 4.09,74      |
| Brons  | Luca Marin         | Italië           | 4.09,88      |
| 4      | László Cseh        | Hongarije        | 4.14,76      |
| 5      | Ioannis Drymonakos | Griekenland      | 4.15,75      |
| 6      | Vasileios Demetis  | Griekenland      | 4.16,83      |
| 7      | Tamas Kerekjarto   | Hongarije        | 4.17,32      |
|        |                    |                  |              |
| 41     | Oussama Mellouli   | Tunesië          | 4.11,68      |

1De Tunesiër Oussama Mellouli eindigde op de eerste plaats maar werd later uit de uitslag verwijderd nadat hij werd betrapt op doping.

### 4 x 100 meter wisselslag
| rang   | zwemmers                                                               | land                | tijd    |
| ------ | ---------------------------------------------------------------------- | ------------------- | ------- |
| Goud   | Matt Welsh Brenton Rickard Andrew Lauterstein Eamon Sullivan           | Australië           | 3.34,93 |
| Zilver | Tomomi Morita Kosuke Kitajima Takashi Yamamoto Daisuke Hosokawa        | Japan               | 3.35,16 |
| Brons  | Arkadi Vjatsjanin Dmitri Komornikov Nikolaj Skvortsov Jevgeni Lagoenov | Rusland             | 3.35,51 |
| 4      | Gerhard Zandberg Cameron van der Burgh Lyndon Ferns Ryk Neethling      | Zuid-Afrika         | 3.35,92 |
| 5      | Liam Tancock James Gibson Matthew Bowe Simon Burnett                   | Verenigd Koninkrijk | 3.36,18 |
| 6      | Damiano Lestingi Loris Facci Rudy Goldin Christian Galenda             | Italië              | 3.37,67 |
| 7      | Simon Dufour Hugues Duboscq Amaury Leveaux Alain Bernard               | Frankrijk           | 3.37,85 |
| 8      | Răzvan Florea Valentin Preda Ioan Gherghel Octavian Gutu               | Roemenië            | 3.38,86 |

## Vrouwen

### 50 meter vrije slag
| rang   | zwemmer           | land             | tijd  |
| ------ | ----------------- | ---------------- | ----- |
| Goud   | Lisbeth Lenton    | Australië        | 24,53 |
| Zilver | Therese Alshammar | Zweden           | 24,62 |
| Brons  | Marleen Veldhuis  | Nederland        | 24,70 |
| 4      | Britta Steffen    | Duitsland        | 24,79 |
| 5      | Kara Lynn Joyce   | Verenigde Staten | 24,83 |
| 6      | Jodie Henry       | Australië        | 24,96 |
| 7      | Malia Metella     | Frankrijk        | 25,02 |
| 8      | Natalie Coughlin  | Verenigde Staten | 25,31 |

### 100 meter vrije slag
| rang   | zwemmer           | land             | tijd       |
| ------ | ----------------- | ---------------- | ---------- |
| Goud   | Lisbeth Lenton    | Australië        | 53,40      |
| Zilver | Marleen Veldhuis  | Nederland        | 53,70 (NR) |
| Brons  | Britta Steffen    | Duitsland        | 53,74      |
| 4      | Natalie Coughlin  | Verenigde Staten | 53,87      |
| 5      | Erica Morningstar | Canada           | 54,10      |
| 6      | Jodie Henry       | Australië        | 54,21      |
| 7      | Josefin Lillhage  | Zweden           | 54,67      |
| 8      | Malia Metella     | Frankrijk        | 54,77      |

### 200 meter vrije slag
| rang   | zwemmer             | land                | tijd         |
| ------ | ------------------- | ------------------- | ------------ |
| Goud   | Laure Manaudou      | Frankrijk           | 1.55,52 (WR) |
| Zilver | Annika Lurz         | Duitsland           | 1.55,68      |
| Brons  | Federica Pellegrini | Italië              | 1.56,97      |
| 4      | Katie Hoff          | Verenigde Staten    | 1.57,09      |
| 5      | Josefin Lillhage    | Zweden              | 1.57,90      |
| 6      | Dana Vollmer        | Verenigde Staten    | 1.58,30      |
| 7      | Caitlin McClatchey  | Verenigd Koninkrijk | 1.59,28      |
| 8      | Otylia Jędrzejczak  | Polen               | 2.01,53      |

### 400 meter vrije slag
| rang   | zwemmer             | land                | tijd    |
| ------ | ------------------- | ------------------- | ------- |
| Goud   | Laure Manaudou      | Frankrijk           | 4.02,61 |
| Zilver | Otylia Jędrzejczak  | Polen               | 4.04,23 |
| Brons  | Ai Shibata          | Japan               | 4.05,19 |
| 4      | Katie Hoff          | Verenigde Staten    | 4.05,65 |
| 5      | Federica Pellegrini | Italië              | 4.05,79 |
| 6      | Kate Ziegler        | Verenigde Staten    | 4.06,99 |
| 7      | Joanne Jackson      | Verenigd Koninkrijk | 4.07,42 |
| 8      | Linda Mackenzie     | Australië           | 4.07,64 |

### 800 meter vrije slag
| rang   | zwemmer                 | land             | tijd    |
| ------ | ----------------------- | ---------------- | ------- |
| Goud   | Kate Ziegler            | Verenigde Staten | 8.18,52 |
| Zilver | Laure Manaudou          | Frankrijk        | 8.18,80 |
| Brons  | Hayley Peirsol          | Verenigde Staten | 8.26,41 |
| 4      | Erika Villaecija Garcia | Spanje           | 8.27,59 |
| 5      | Sophie Huber            | Frankrijk        | 8.28,23 |
| 6      | Ai Shibata              | Japan            | 8.31,73 |
| 7      | Wendy Trott             | Zuid-Afrika      | 8.32,60 |
| 8      | Kylie Palmer            | Australië        | 8.34,96 |

### 1500 meter vrije slag
| rang   | zwemmer                 | land             | tijd          |
| ------ | ----------------------- | ---------------- | ------------- |
| Goud   | Kate Ziegler            | Verenigde Staten | 15.53,05      |
| Zilver | Flavia Rigamonti        | Zwitserland      | 15.55,38 (ER) |
| Brons  | Ai Shibata              | Japan            | 15.58,55      |
| 4      | Erika Villaécija        | Spanje           | 16.05,83      |
| 5      | Hayley Peirsol          | Verenigde Staten | 16.12,84      |
| 6      | Lotte Friis             | Denemarken       | 16.20,82      |
| 7      | Kristel Kobrich Schimpl | Chili            | 16.27,13      |
| 8      | Laure Manaudou          | Frankrijk        | 16.42,17      |

### 4 x 100 meter vrije slag
| rang   | zwemmers                                                           | land                | tijd    |
| ------ | ------------------------------------------------------------------ | ------------------- | ------- |
| Goud   | Lisbeth Lenton Melanie Schlanger Shayne Reese Jodie Henry          | Australië           | 3.35,48 |
| Zilver | Natalie Coughlin Lacey Nymeyer Amanda Weir Kara Lynn Joyce         | Verenigde Staten    | 3.35,68 |
| Brons  | Inge Dekker Ranomi Kromowidjojo Femke Heemskerk Marleen Veldhuis   | Nederland           | 3.36,81 |
| 4      | Petra Dallmann Annika Lurz Daniela Samulski Britta Steffen         | Duitsland           | 3.36,94 |
| 5      | Josefin Lillhage Magdalena Kuras Therese Alshammar Ida Marko-Varga | Zweden              | 3.39,23 |
| 6      | Alena Poptsjanka Malia Metella Céline Couderc Aurore Mongel        | Frankrijk           | 3.40,09 |
| 7      | Yi Tang Yang Yu Yanwei Xu Yingwen Zhu                              | China               | 3.40,48 |
| 8      | Francesca Halsall Melanie Marshall Julia Beckett Rosalind Brett    | Verenigd Koninkrijk | 3.40,94 |

### 4 x 200 meter vrije slag
| rang   | zwemmers                                                             | land                | tijd         |
| ------ | -------------------------------------------------------------------- | ------------------- | ------------ |
| Goud   | Natalie Coughlin Dana Vollmer Lacey Nymeyer Katie Hoff               | Verenigde Staten    | 7.50,09 (WR) |
| Zilver | Meike Freitag Britta Steffen Petra Dallmann Annika Lurz              | Duitsland           | 7.53,82      |
| Brons  | Alena Poptsjanka Sophie Huber Aurore Mongel Laure Manaudou           | Frankrijk           | 7.55,96      |
| 4      | Lisbeth Lenton Jodie Henry Lara Davenport Stephanie Rice             | Australië           | 7.56,42      |
| 5      | Caitlin McClatchey Melanie Marshall Francesca Halsall Joanne Jackson | Verenigd Koninkrijk | 7.57,02      |
| 6      | Maki Mita Norie Urabe Ai Shibata Haruka Ueda                         | Japan               | 7.58,04      |
| 7      | Ida Marko-Varga Josefin Lillhage Gabriella Fagundez Petra Granlund   | Zweden              | 8.02,34      |
| 8      | Inge Dekker Manon van Rooijen Femke Heemskerk Linda Bank             | Nederland           | 8.04,81      |

### 50 meter vlinderslag
| rang   | zwemmer               | land             | tijd  |
| ------ | --------------------- | ---------------- | ----- |
| Goud   | Therese Alshammar     | Zweden           | 25,91 |
| Zilver | Danni Miatke          | Australië        | 26,05 |
| Brons  | Inge Dekker           | Nederland        | 26,11 |
| 4      | Anna-Karin Kammerling | Zweden           | 26,32 |
| 5      | Rachel Komisarz       | Verenigde Staten | 26,41 |
| 6      | Fabienne Nadarajah    | Oostenrijk       | 26,77 |
| 7      | Li Tao                | Singapore        | 26,80 |
| 8      | Zhou Yafei            | China            | 27,06 |

### 100 meter vlinderslag
| rang   | zwemmer           | land             | tijd  |
| ------ | ----------------- | ---------------- | ----- |
| Goud   | Lisbeth Lenton    | Australië        | 57,15 |
| Zilver | Jessicah Schipper | Australië        | 57,24 |
| Brons  | Natalie Coughlin  | Verenigde Staten | 57,34 |
| 4      | Inge Dekker       | Nederland        | 58,30 |
| 5      | Rachel Komisarz   | Verenigde Staten | 58,34 |
| 6      | Alena Poptsjanka  | Frankrijk        | 58,73 |
| 7      | Zhou Yafei        | China            | 58,76 |
| 8      | Xu Yanwei         | China            | 59,22 |

### 200 meter vlinderslag
| rang   | zwemmer             | land             | tijd    |
| ------ | ------------------- | ---------------- | ------- |
| Goud   | Jessicah Schipper   | Australië        | 2.06,39 |
| Zilver | Kimberly Vandenberg | Verenigde Staten | 2.06,71 |
| Brons  | Otylia Jędrzejczak  | Polen            | 2.06,90 |
| 4      | Jiao Liuyang        | China            | 2.07,22 |
| 5      | Audrey Lacroix      | Canada           | 2.07,73 |
| 6      | Yuko Nakanishi      | Japan            | 2.09,43 |
| 7      | Sara Isakovič       | Slovenië         | 2.09,66 |
| 8      | Aurore Mongel       | Frankrijk        | 2.13,61 |

### 50 meter rugslag
| rang   | zwemmer                 | land             | tijd        |
| ------ | ----------------------- | ---------------- | ----------- |
| Goud   | Leila Vaziri            | Verenigde Staten | 28,16 (=WR) |
| Zilver | Aliaksandra Herasimenia | Wit-Rusland      | 28,46       |
| Brons  | Tayliah Zimmer          | Australië        | 28,50       |
| 4      | Zhao Jing               | China            | 28,54       |
| 5      | Reiko Nakamura          | Japan            | 28,64       |
| 6      | Chang Gao               | China            | 28,70       |
| 7      | Mai Nakamura            | Japan            | 28,86       |
| 8      | Janine Pietsch          | Duitsland        | 28,87       |

### 100 meter rugslag
| rang   | zwemmer            | land             | tijd       |
| ------ | ------------------ | ---------------- | ---------- |
| Goud   | Natalie Coughlin   | Verenigde Staten | 59,44 (WR) |
| Zilver | Laure Manaudou     | Frankrijk        | 59,87 (ER) |
| Brons  | Reiko Nakamura     | Japan            | 1.00,40    |
| 4      | Emily Seebohm      | Australië        | 1.00,52    |
| 5      | Hanae Ito          | Japan            | 1.00,63    |
| 6      | Iryna Amsjennikova | Oekraïne         | 1.00,79    |
| 7      | Anastasia Zoejeva  | Rusland          | 1.01,38    |
| 8      | Tayliah Zimmer     | Australië        | 1.02,68    |

### 200 meter rugslag
| rang   | zwemmer            | land                | tijd    |
| ------ | ------------------ | ------------------- | ------- |
| Goud   | Margaret Hoelzer   | Verenigde Staten    | 2.07,16 |
| Zilver | Kirsty Coventry    | Zimbabwe            | 2.07,54 |
| Brons  | Reiko Nakamura     | Japan               | 2.08,54 |
| 4      | Esther Baron       | Frankrijk           | 2.09,59 |
| 5      | Hanae Ito          | Japan               | 2.10,57 |
| 6      | Nikolett Szepesi   | Hongarije           | 2.10,66 |
| 7      | Elizabeth Simmonds | Verenigd Koninkrijk | 2.11,09 |
| 8      | Alessia Filippi    | Italië              | 2.11,41 |

### 50 meter schoolslag
| rang   | zwemmer          | land                | tijd  |
| ------ | ---------------- | ------------------- | ----- |
| Goud   | Jessica Hardy    | Verenigde Staten    | 30,63 |
| Zilver | Leisel Jones     | Australië           | 30,70 |
| Brons  | Tara Kirk        | Verenigde Staten    | 31,05 |
| 4      | Tarnee White     | Australië           | 31,14 |
| 5      | Janne Schäfer    | Duitsland           | 31,35 |
| 6      | Zoë Baker        | Nieuw-Zeeland       | 31,79 |
| 7      | Kate Haywood     | Verenigd Koninkrijk | 31,82 |
| 8      | Rebecca Ejdervik | Zweden              | 31,86 |

### 100 meter schoolslag
| rang   | zwemmer          | land                | tijd    |
| ------ | ---------------- | ------------------- | ------- |
| Goud   | Leisel Jones     | Australië           | 1.05,72 |
| Zilver | Tara Kirk        | Verenigde Staten    | 1.06,34 |
| Brons  | Anna Khlistunova | Oekraïne            | 1.07,27 |
| 4      | Jessica Hardy    | Verenigde Staten    | 1.07,38 |
| 5      | Kirsty Balfour   | Verenigd Koninkrijk | 1.08,05 |
| 6      | Tarnee White     | Australië           | 1.08,55 |
| 7      | Kate Haywood     | Verenigd Koninkrijk | 1.08,72 |
| 8      | Elena Bogomazova | Rusland             | 1.08,96 |

### 200 meter schoolslag
| rang   | zwemmer           | land                | tijd    |
| ------ | ----------------- | ------------------- | ------- |
| Goud   | Leisel Jones      | Australië           | 2.21,84 |
| Zilver | Kirsty Balfour    | Verenigd Koninkrijk | 2.25,94 |
| Zilver | Megan Jendrick    | Verenigde Staten    | 2.25,94 |
| 4      | Suzaan van Biljon | Zuid-Afrika         | 2.26,19 |
| 5      | Nan Luo           | China               | 2.27,55 |
| 6      | Birte Steven      | Duitsland           | 2.28,13 |
| 7      | Sandra Jacobson   | Zweden              | 2.28,25 |
| 8      | Tara Kirk         | Verenigde Staten    | 2.28,67 |

### 200 meter wisselslag
| rang   | zwemmer             | land             | tijd    |
| ------ | ------------------- | ---------------- | ------- |
| Goud   | Katie Hoff          | Verenigde Staten | 2.10,13 |
| Zilver | Kirsty Coventry     | Zimbabwe         | 2.10,76 |
| Brons  | Stephanie Rice      | Australië        | 2.11,42 |
| 4      | Whitney Myers       | Verenigde Staten | 2.13,73 |
| 5      | Julie Hjorth-Hansen | Denemarken       | 2.14,05 |
| 6      | Shayne Reese        | Australië        | 2.14,89 |
| 7      | Georgina Bardach    | Argentinië       | 2.15,26 |
| 8      | Julia Wilkinson     | Canada           | 2.15,28 |

### 400 meter wisselslag
| rang   | zwemmer             | land             | tijd         |
| ------ | ------------------- | ---------------- | ------------ |
| Goud   | Katie Hoff          | Verenigde Staten | 4.32,89 (WR) |
| Zilver | Yana Martynova      | Rusland          | 4.40,14      |
| Brons  | Stephanie Rice      | Australië        | 4.41,19      |
| 4      | Jennifer Reilly     | Australië        | 4.41,53      |
| 5      | Ariana Kukors       | Verenigde Staten | 4.41,87      |
| 6      | Rui Yu              | China            | 4.44,49      |
| 7      | Georgina Bardach    | Argentinië       | 4.45,61      |
| 8      | Julie Hjorth-Hansen | Denemarken       | 4.46,97      |

### 4 x 100 meter wisselslag
| rang   | zwemmers                                                          | land                | tijd         |
| ------ | ----------------------------------------------------------------- | ------------------- | ------------ |
| Goud   | Emily Seebohm Leisel Jones Jessicah Schipper Lisbeth Lenton       | Australië           | 3.55,74 (WR) |
| Zilver | Natalie Coughlin Tara Kirk Rachel Komisarz Lacey Nymeyer          | Verenigde Staten    | 3.58,31      |
| Brons  | Xu Tianlongzi Nan Luo Zhou Yafei Yanwei Xu                        | China               | 4.01,97      |
| 4      | Melanie Marshall Kirsty Balfour Terri Dunning Francesca Halsall   | Verenigd Koninkrijk | 4.02,18      |
| 5      | Anastasia Zoejeva Elena Bogomazova Irina Bespalova Olga Sjoelgina | Rusland             | 4.03,32      |
| 6      | Reiko Nakamura Asami Kitagawa Ayako Doi Maki Mita                 | Japan               | 4.03,33      |
| 7      | Antje Buschschulte Birte Steven Daniela Samulski Britta Steffen   | Duitsland           | 4.03,34      |
| 8      | Carin Moller Hanna Westrin Gabriella Fagundez Josefin Lillhage    | Zweden              | 4.06,16      |

## Referentie
1. 1 2 3  (fr) "Arbitrage TAS 2007/A/1252 Fédération Internationale de Natation (FINA) c. M. & Fédération Tunisienne de Natation (FTN), sentence du 11 septembre 2007" op de site van het Hof van Arbitrage voor Sport, d.d. 11 september 2007
2. 1 2 3  (en) Artikel "Tunisian swimmer Oussama Mellouli stripped of championship for doping" op Wikinews